# Чатануга Вали (Џорџија)
Чатануга Вали (енгл. Chattanooga Valley) насељено је место без административног статуса у америчкој савезној држави Џорџија.

## Демографија
По попису из 2010. године број становника је 3.846, што је 219 (-5,4%) становника мање него 2000. године.
| Група             | 2000.         | 2010.         |
| Белци             | 3.978 (97,9%) | 3.678 (95,6%) |
| Афроамериканци    | 22 (0,5%)     | 36 (0,9%)     |
| Азијати           | 9 (0,2%)      | 12 (0,3%)     |
| Хиспаноамериканци | 28 (0,7%)     | 63 (1,6%)     |
| Укупно            | 4.065         | 3.846         |